# Hyles unimacula
Hyles unimacula är en fjärilsart som beskrevs av Adolf G. Closs 1915. Hyles unimacula ingår i släktet Hyles och familjen svärmare. Inga underarter finns listade i Catalogue of Life.